# Hugo Liepmann
Hugo Karl Liepmann (ur. 9 kwietnia 1863 w Berlinie, zm. 6 maja 1925 tamże) – niemiecki lekarz neurolog i psychiatra. Pamiętany jest za prace nad apraksjami.

## Życiorys
Studiował filozofię i nauki przyrodnicze na Uniwersytecie Fryderyka Wilhelma w Berlinie, Uniwersytecie w Lipsku i Uniwersytecie Alberta i Ludwika we Fryburgu. W gimnazjum interesował się głównie starożytnymi językami i filozofią; do ulubionych filozofów zaliczał Kanta i Schopenhauera. Z czasem zainteresował się także medycyną. W 1895 roku w Berlinie otrzymał tytuł doktora medycyny. W latach 1895–1899 był asystentem Carla Wernickego w Klinice Psychiatrycznej i Chorób Nerwowych we Wrocławiu, a później został profesorem neurologii na Uniwersytecie Fryderyka Wilhelma w Berlinie. Od 1915 roku dyrektor szpitala psychiatrycznego w Herzberge (dziś Berlin Lichtenberg). Pod koniec życia cierpiał na chorobę Parkinsona, popełnił samobójstwo po kolejnym zaostrzeniu choroby.
Służył w armii w regimencie dragonów w latach 1885–1886. Znany był z zamiłowania do jazdy konnej i gimnastyki, cenił grę w szachy. Nie wyznawał żadnej religii, jednak nie zadeklarował odrzucenia judaizmu gdy proponowano mu katedrę w Berlinie.
Żonaty z Agathą Bleichröder.

## Dorobek naukowy
W swoim czasie był jednym z czołowych neurologów zajmujących się badaniami nad mózgiem i funkcją układu nerwowego. Jego cytowane do dziś prace naukowe koncentrowały się na badaniach nad apraksjami.

## Prace
- Die Mechanik der Leukipp-Democritischen Atome unter besonderer Berücksichtigung der Frage nach dem Ursprung der Bewegung derselben. Berlin: Schade, 1885
- Schopenhauer. Allgemeine Deutsche Biographie 32 (1891), ss. 333–346.
- Ueber die Delirien der Alkoholisten und über künstlich bei ihnen hervorgerufene Visionen[3]. 1895
- Das Krankheitsbild der Apraxie (motorische Asymbolie) auf Grund eines Falles von einseitiger Apraxie. Monatsschrift für Psychiatrie und Neurologie 8, ss. 15–44 102-132, 182-197, 1900
- Über eine Augenmaassstörung bei Hemianopikern. Berliner klinische Wochenschrift 37, ss. 838–842, 1900
- Über Ideenflucht. Z.f. Psychiat. 60, ss. 939–942, 1903
- Über Ideenflucht. Zentralblatt für Nervenheilkunde und Psychiatrie 26, ss. 398–400, 1903
- Über Ideenflucht. Begriffsbestimmung und psychologische Analyse. Carl Marhold, Halle 1904
- Der weitere Krankheitsverlauf bei dem einseitig Apraktischen und der Gehirnbefund auf Grund von Serienschnitten. Monatsschrift für Psychiatrie und Neurologie 17 (1905), ss. 289–311 19: 217-243.
- Über Störungen des Handelns bei Gehirnkranken. Karger, Berlin 1905
- Die linke Hemisphaere und das Handeln. Muench. Med. Wochenschr. 52, ss. 2322–2326 2375-2378, 1905
- Über die agnostischen Stoerungen. Neurologisches Centralblatt 27, ss. 609–617 664-675, 1908
- Drei Aufsätze aus dem Apraxiegebiet. Karger, Berlin 1908
- Franz Joseph Gall. Deutsche medizinische Wochenschrift 35, ss. 979–980 (1909)
- Ein neuer Fall von motorischer Aphasie mit anatomischem Befund[4]. 1909
- Beitrag zur Kenntnis des amnestischen Symptomenkomplexes. Neurologisches Centralblatt 29, pp. 1147–1161, 1910
- Über Wernickes Einfluß auf die klinische Psychiatrie. Monatsschrift für Psychiatrie und Neurologie 30, ss. 1–32, 1911
- Zur Lokalisation der Hirnfunktionen mit besonderer Berücksichtigung der Beteiligung der beiden Hemisphären an den Gedächtnisleistungen, Zeitschrift für Psychologie 63 (1912), ss. 1–18.
- Bemerkungen zu v. Monakows Kapitel „Die Lokalisation der Apraxie” in seinem Buch: Die Lokalisation im Großhirn (1914). Monatsschrift für Psychiatrie und Neurologie 35, ss. 490–516 (1914)
- Carl Heilbronner. Deutsche medizinische Wochenschrift. 45, ss. 1941–1942, 1914
- Apraxie. W: Brugsch H: Ergebnisse der gesamten Medizin. Wien-Berlin: Urban & Schwarzenberg, 1920 ss. 516–543.
- Apraktische Störungen. W: Curschmann H, Kramer F (Hrsg.): Lehrbuch der Nervenkrankheiten. Berlin: Springer, 1925, s. 408–416.
- Klinische und psychologische Untersuchung und anatomischer Befund bei einem Fall von Dyspraxie und Agraphie. Monatsschrift für Psychiatrie und Neurologie 71, ss. 169–214, 1929
- Liepmann H, Maas O. Fall von linksseitiger Agraphie und Apraxie bei rechtsseitiger Laehmung. Journal für Neurologie and Psychologie 10, ss. 214–227, 1907